# Dario Sala
Dario Sala (ur. 8 kwietnia 1912 w Como, zm. 30 stycznia 2005 tamże) – włoski antykwariusz, muzyk, poeta, pisarz i pacyfista.

## Życiorys
Wynalazł DAS, substancję plastyczną na bazie mineralnej podobną do plasteliny, która twardnieje bez konieczności gotowania (jak modelina). Wynalazek został opatentowany w 1962 roku. Za patent Dario Sala nie wziął honorarium, gdyż chciał, aby wszystkie dzieci, i biedne i bogate, mogły się cieszyć zabawą i rozwijać fantazję. Na początku DAS był sprzedawany w kolorze szarym, potem zaczęto produkcję masy w kolorze białym i ceglastym.
W czasie drugiej wojny światowej walczył w Albanii, Francji i Włoszech.
W 1995 roku opublikował tomik poezji „Między niebem a ziemią” (Tra cielo e terra'). W 2002 roku wydał zbiór poezji i aforyzmów „Serce i prostota” (Cuore e semplicità).